# سامبس سيراموس الثاني
سامبس سيراموس الثاني (تُوفي عام 42 م) كان ملكًا كاهنًا عربيًّا من حمص (آل شمس غرام) حكم من عام 14 إلى عام 42 م.

## سيرة
أصبح سامبس سيراموس الثاني ملكًا كاهنًا في حمص بعد وفاة جده، يامبليخوس الثاني. حكم والده سهيموس من 20 قبل الميلاد إلى 14 بعد الميلاد في خلقد (عنجر) ، باعتباره تابعًا ليامبليخوس الثاني. وفقًا لنقش موجود في معبد بل في تدمر، يعود تاريخه إلى عامي 18/19، ربما كان يعمل وسيطًا بين تدمر وروما.  وقد ذكُر في النقش إلى جانب القائد الروماني جيرمانيكوس، الابن المتبني وابن أخ الإمبراطور الروماني تيبيريوس. قبل وفاته، استُدعي سامبس سيراموس الثاني من الملك الهيرودي أغريباس الأول إلى طبرية.
يُعرف سامبس سيراموس الثاني أيضًا من خلال أدلة نقوشية أخرى باقية. في أحد النقوش التي يرجع تاريخها إلى عهده، يُعرف سامبس سيراموس الثاني وزوجته يوتابا [الإنجليزية] بأنهما زوجان سعيدان. وقد أنجبت يوتابا لسامبس سيراموس الثاني أربعة أطفال: ولدان، جايوس يوليوس غزيروس وسوهايموس، وابنتان، يوتابا وماميا (زوجة بويمو الثاني [الإنجليزية]).
بعد وفاة سامبس سيراموس الثاني في عام 42 م، خلفه ابنه الأول عزيزوس. بعد وفاته، كُرم سامبس سيراموس الثاني من ابنه، سوهايموس، في نقش لاتيني تكريمي مخصص لابنه عندما كان راعيًا لمدينة هليوبوليس (بعلبك) أثناء حكمه كملك. في هذا النقش، كُرم سامبس سيراموس الثاني باعتباره ملكًا عظيمًا [Regis Magni]. حكم سامبس سيراموس الثاني كملك عظيم على الأقل في الثقافة المحلية.